# Land-Gletscher
Der Land-Gletscher ist ein ausladender, 56 km langer und stark zerklüfteter Gletscher an der Ruppert-Küste des westantarktischen Marie-Byrd-Lands. Er fließt vom antarktischen Eisschild zur Land Bay, wo er zwischen dem westlich gelegenen Eldred Point und dem Castillo Point im Osten in den Südlichen Ozean mündet.
Entdeckt wurde sie bei der United States Antarctic Service Expedition (1939–1941). Namensgeber ist Emory Scott Land (1879–1971), Konteradmiral der United States Navy und Vorsitzender der United States Maritime Commission.